# Robert Uhlmann
Robert Erik Uhlmann (ur. 14 marca 1968 w Malmö) – szwedzki producent muzyczny i autor tekstów. Nagrywał w zespole DJ Alex ze Scottem Simonsem. Pracuje w Extensive Music.

## Dyskografia

### Współpraca muzyczna
| Rok  | Tytuł                                                        | Artysta            | Album           | Uwagi                                                                   |
| ---- | ------------------------------------------------------------ | ------------------ | --------------- | ----------------------------------------------------------------------- |
| 1994 | „I Don’t Care” (feat. Wincent)                               | X:Tend             | –               | Tekst                                                                   |
| 1994 | „Tell Me”                                                    | X:Tend             | –               | Tekst                                                                   |
| 1994 | „Tell Me” (feat. Wincent)                                    | X:Tend             | –               | Tekst                                                                   |
| 1995 | „I’m the One”                                                | Poco Loco          | –               | Produkcja, tekst                                                        |
| 1995 | „No 1 Else”                                                  | Bushman            | –               | Produkcja, tekst                                                        |
| 1995 | „Go Away”                                                    | Look Twice         | Happy Hour      | Produkcja, tekst, miksowanie                                            |
| 1995 | „Feel the Night”                                             | Look Twice         | Happy Hour      | Produkcja, muzyka                                                       |
| 1996 | „Come Everybody”                                             | Poco Loco          | –               | Produkcja, tekst                                                        |
| 1996 | „Lick It Up”                                                 | Lucky Men          | –               | Produkcja, tekst, organizacja                                           |
| 1997 | „Long Time Ago”                                              | Dr. Alban          | I Believe       | Muzyka                                                                  |
| 1997 | „Antonio”                                                    | Daze               | Super Heroes    | Produkcja, organizacja, miksowanie                                      |
| 1997 | „Sky Is Blue”                                                | Daze               | Super Heroes    | Produkcja, organizacja, miksowanie                                      |
| 1998 | „Butterfly”                                                  | Smile              | Smile           | Tekst, nagrywanie, programowanie, produkcja, miksowanie, muzyka         |
| 1998 | „Dr. Boom–Bombay”                                            | Dr. Bombay         | Rice & Curry    | Tekst, muzyka                                                           |
| 1998 | „Calcutta (Taxi, Taxi, Taxi)”                                | Dr. Bombay         | Rice & Curry    | Tekst, muzyka, produkcja, organizacja, nagrywanie, miksowanie           |
| 1998 | „Rice & Curry”                                               | Dr. Bombay         | Rice & Curry    | Tekst, muzyka, produkcja, organizacja, nagrywanie, miksowanie           |
| 1998 | „Safari”                                                     | Dr. Bombay         | Rice & Curry    | Tekst, muzyka, produkcja, organizacja, nagrywanie, miksowanie           |
| 1998 | „S.O.S. (The Tiger Took My Family)”                          | Dr. Bombay         | Rice & Curry    | Tekst, muzyka, produkcja, organizacja, nagrywanie, miksowanie           |
| 1998 | „Holabaloo”                                                  | Dr. Bombay         | Rice & Curry    | Tekst, muzyka, produkcja, organizacja, nagrywanie, miksowanie           |
| 1998 | „Shaky Snake”                                                | Dr. Bombay         | Rice & Curry    | Tekst, muzyka, produkcja, organizacja, nagrywanie, miksowanie           |
| 1998 | „Girlie Girlie”                                              | Dr. Bombay         | Rice & Curry    | Tekst, muzyka, produkcja, organizacja, nagrywanie, miksowanie           |
| 1998 | „My Sitar”                                                   | Dr. Bombay         | Rice & Curry    | Tekst, muzyka, produkcja, organizacja, nagrywanie, miksowanie           |
| 1998 | „Indy Dancing”                                               | Dr. Bombay         | Rice & Curry    | Muzyka, produkcja, organizacja, nagrywanie, miksowanie                  |
| 1998 | „Coconut”                                                    | Smile              | Smile           | Produkcja, nagrywanie, programowanie, miksowanie, muzyka, tekst (słowa) |
| 1998 | „Sweet Senorita”                                             | Smile              | Smile           | Produkcja, nagrywanie, programowanie, miksowanie, muzyka, tekst (słowa) |
| 1998 | „Tic Toc”                                                    | Smile              | Smile           | Produkcja, nagrywanie, programowanie, miksowanie, muzyka, tekst (słowa) |
| 1998 | „Get Out”                                                    | Smile              | Smile           | Produkcja, nagrywanie, programowanie, miksowanie, muzyka, tekst (słowa) |
| 1998 | „Boys”                                                       | Smile              | Smile           | Produkcja, nagrywanie, programowanie, miksowanie, muzyka, tekst (słowa) |
| 1998 | „Mr. Wonderful”                                              | Smile              | Smile           | Produkcja, nagrywanie, programowanie, miksowanie, muzyka, tekst (słowa) |
| 1998 | „Knock Knock”                                                | Smile              | Smile           | Produkcja, nagrywanie, programowanie, miksowanie, muzyka, tekst (słowa) |
| 1998 | „Comme Ci Comme Ca”                                          | Smile              | Smile           | Produkcja, nagrywanie, programowanie, miksowanie, muzyka, tekst (słowa) |
| 1999 | „Party Line”                                                 | Victoria Silvstedt | Girl on the Run | Muzyka, tekst, produkcja, nagrywanie, organizacja, miksowanie           |
| 1999 | „Doo Be Di Boy”                                              | Smile.dk           | Future Girls    | Muzyka, tekst, nagrywanie, miksowanie, produkcja                        |
| 1999 | „Counting on You”                                            | Smile.dk           | Future Girls    | Tekst                                                                   |
| 1999 | „Kissy Kissy”                                                | Smile.dk           | Future Girls    | Produkcja, tekst                                                        |
| 1999 | „Don’t Let Go”                                               | Smile.dk           | Future Girls    | Tekst                                                                   |
| 1999 | „Do You?”                                                    | Smile.dk           | Future Girls    | Tekst                                                                   |
| 1999 | „Ach du Schreck”                                             | Die Schlümpfe      | –               | Muzyka i/lub tekst                                                      |
| 2000 | „Macahula Dance”                                             | Dr. Macdoo         | Under the Kilt  | Muzyka, tekst, produkcja, nagrywanie, organizacja, miksowanie           |
| 2000 | „Family Macdoo”                                              | Dr. Macdoo         | Under the Kilt  | Muzyka, tekst                                                           |
| 2000 | „Loch Ness”                                                  | Dr. Macdoo         | Under the Kilt  | Muzyka, tekst                                                           |
| 2000 | „Under the Kilt”                                             | Dr. Macdoo         | Under the Kilt  | Muzyka, tekst, produkcja, nagrywanie, organizacja, miksowanie           |
| 2000 | „Hokey Pokey Man”                                            | Dr. Macdoo         | Under the Kilt  | Muzyka, tekst, produkcja, nagrywanie, organizacja, miksowanie           |
| 2000 | „Highland Reggae (From Glasgow to Bombay)”                   | Dr. Macdoo         | Under the Kilt  | Muzyka, tekst, produkcja, nagrywanie, organizacja, miksowanie           |
| 2000 | „Scottish Ghost (Extra Extra)”                               | Dr. Macdoo         | Under the Kilt  | Muzyka, tekst, produkcja, nagrywanie, organizacja, miksowanie           |
| 2000 | „Mayday! Mayday!”                                            | Dr. Macdoo         | Under the Kilt  | Muzyka, tekst                                                           |
| 2000 | „Anropar försvunnen”                                         | Hanna              | –               | Produkcja                                                               |
| 2000 | „Why Haven’t I Told You... (Dam Da Dam)” (feat. Linda Scott) | Prima Donna        | –               | Produkcja                                                               |

- 2001: Prima Donna – „Dam Da Dam!” (Why Haven't I Told You) (feat. Linda Scott)
- 2002: Ann Winsborn – „Be The One”
- 2002: Smile .dk – „Domo Domo”
- 2002: Smile .dk – „Golden Sky”
- 2004: Karma Club – „Lucky Star”
- 2004: Günther – „Touch Me” (feat. Samantha Fox)
- 2004: Arash – „Boro Boro”
- 2004: Aneela & Rebecca – „Bombay Dreams” (feat. Arash)
- 2005: Aneela – „Jaande”
- 2005: Arash – „Tike Tike Kardi”
- 2005: Arash – „Temptation” (feat. Rebecca)
- 2005: Arash – „Arash” (feat. Helena)
- 2005: Arash – „Chori Chori” (feat. Aneela)
- 2005: Arash – „Man o to”
- 2005: Arash – „Salamati”
- 2005: Arash – „Yalla”
- 2005: Arash – „Ey yar begoo”
- 2008: Arash – „Donya” (feat. Shaggy)
- 2008: Arash – „Suddenly” (feat. Rebecca)
- 2008: Basshunter – „Now You’re Gone” (DJ Alex Extended Mix)
- 2009: Arash – „Pure Love” (feat. Helena)
- 2009: Arash – „Always” (feat. AySel)
- 2009: Basshunter – „Day & Night”
- 2009: Basshunter – „I Will Learn to Love Again” (feat. Stunt)
- 2009: Arash – „Près de toi” (feat. Najim & Rebecca)
- 2010: Basshunter – „Saturday”
- 2010: Josefine – „Allt jag vill ha”
- 2011: Arash – „Melody”
- 2012: Arash – „She Makes Me Go” (feat. Sean Paul)
- 2014: Margaret – „Wasted”
- 2016: Margaret – „Cool Me Down”
- 2018: Basshunter – „Masterpiece”

## Życie prywatne
Uczył się na uniwersytecie w Lund. Mieszka w Malmö.